# Paleopneustina
De Paleopneustina zijn een onderorde van de Spatangoida, een orde van zee-egels (Echinoidea) uit de infraklasse Irregularia.

## Families
- Superfamilie Paleopneustoidea A. Agassiz, 1904
  - Paleopneustidae A. Agassiz, 1904
  - Pericosmidae Lambert, 1905

niet in een superfamilie geplaatst
- Periasteridae Lambert, 1920 †
- Prenasteridae Lambert, 1905
- Schizasteridae Lambert, 1905
- Unifasciidae Cooke, 1959 †